# Iziphya variabilis
Iziphya variabilis är en insektsart. Iziphya variabilis ingår i släktet Iziphya och familjen långrörsbladlöss. Inga underarter finns listade i Catalogue of Life.